# Paul Wallot
Paul Wallot (26 juin 1841 - 10 août 1912), né à Oppenheim, est l'architecte allemand qui remporta en 1882 le concours pour le palais du Reichstag de Berlin, qui demeura son unique œuvre célèbre.

## Œuvres
- Le Sächsisches Ständehaus (Ständehaus Saxonne) de Dresde, construit pour abriter le Parlement de l'État Libre de Saxe (Landtag) entre 1901 et 1907.